# 具哲謨
具 哲謨（ク・チョルモ、Chulmo Ku、1962年10月11日 - ）は、韓国と日本の実業家。株式会社JTC代表取締役社長・CEO、育秀国際語学院理事長。

## 人物・経歴
韓国生まれ。幼い頃に、日本に住んでいた祖父母に大きな影響を受け、親戚が日本土産として持ち帰ったトランジスタラジオを見て育った。
こうした経験から、将来土産物店を開こうと、1988年に来日し、立教大学応用社会学研究科に入学し観光学を専攻。1990年、立教大学応用社会学研究科博士前期課程修了。1990年から1991年まで、立教大学観光研究所研究員を務める。
1993年5月、大分県別府市に、家電製品免税店「東京電気商会」別府店を創業する。衣食住が足りて余暇の時代に入れば必ず旅行客は右肩上がりで増加するという思いから免税店事業を開業した。
1994年3月、株式会社JTCを設立し、代表取締役に就任。
2011年3月の東日本大震災によって危機となり、観光客が途絶えて売り上げが大幅に落ち込む。こうした中、具は会社の運営を3カ月間ほど休んで、中国語を習うなど中国人観光客の誘致に乗り出して事業は転機を迎える。震災の余波が落ち着きをみせると、中国人の団体観光客が売り場に戻り始め、JTCは日本における売り上げ1位の免税店になった。
2017年3月、同社代表取締役社長執行役員に就任。
2018年4月6日、韓国取引所KOSDAQに上場。同月、株式会社ケイボックス取締役（兼務）、2020年5月、JTC営業本部長（兼務）。